# Ross Sheppard
Ross Sheppard, född 22 november 1888, död 4 september 1967, var en friidrottare från Kanada. Han deltog vid olympiska sommarspelen 1924.